# Елсворт (Висконсин)
Елсворт (енгл. Ellsworth) град је у америчкој савезној држави Висконсин.

## Демографија
По попису из 2010. године број становника је 3.284, што је 375 (12,9%) становника више него 2000. године.
| Група             | 2000.         | 2010.         |
| Белци             | 2.848 (97,9%) | 3.156 (96,1%) |
| Афроамериканци    | 0 (0,0%)      | 11 (0,3%)     |
| Азијати           | 4 (0,1%)      | 13 (0,4%)     |
| Хиспаноамериканци | 33 (1,1%)     | 48 (1,5%)     |
| Укупно            | 2.909         | 3.284         |